# 張懷 (正德進士)
張懷（1486年—？），字德珍，號龍墩，浙江紹興府餘姚縣人，明朝政治人物。正德丙子浙江解元，丁丑聯登進士。嘉靖時官至廣東參政。

## 生平
正德十一年（1516年）丙子科浙江鄉試第一名舉人。正德十二年（1517年）聯捷丁丑科會試第十五名，二甲第十九名進士。都察院观政，授礼部主事，历官员外郎、禮部精膳司郎中。嘉靖三年（1524年），參與左順門哭諫，被廷杖。出为江西參議，嘉靖七年（1528年）二月官至廣東左參政。十年八月因吏部郎中夏良勝《铨司存稿》案，被令冠帶閑住。

## 家族
曾祖父張慎；祖父張琳；父親張貴。母王氏。重庆下。兄怡、悦。弟愷、悌。